# Bolbar
Bolbar (persiska: بُلبَر, بلبر) är en ort i Iran.   Den ligger i provinsen Kurdistan, i den nordvästra delen av landet, 500 km väster om huvudstaden Teheran. Bolbar ligger 914 meter över havet och antalet invånare är 954.
Terrängen runt Bolbar är huvudsakligen bergig. Bolbar ligger nere i en dal. Runt Bolbar är det ganska glesbefolkat, med 34 invånare per kvadratkilometer. Närmaste större samhälle är Nowdeshah, 7,6 km sydväst om Bolbar. Trakten runt Bolbar består i huvudsak av gräsmarker.